# Kristi himmelfartsdag
Kristi himmelfartsdag er en kristen helligdag, der fejres til minde om Kristi himmelfart, 40 dage efter hans opstandelse på påskedag. Den har status som helligdag i Danmark og de fleste andre kristne lande.
Kristi himmelfartsdag falder på 6. torsdag efter skærtorsdag, dvs. forskellige datoer fra år til år. Forud for Kristi himmelfart lå (i Danmark indtil 2023) Store Bededag, og efter Kristi himmelfart kommer pinsen.
Dagen efter Kristi himmelfartsdag er en hverdag, men mange arbejdspladser opfatter den som en indeklemt fredag mellem en helligdag og en weekend. Den kan derfor nogle steder være en "lukkedag", hvor de ansatte skal tage fri, enten som feriedag eller afspadsering.
På latin hedder dagen festum ascensionis (opstigelsens højtid) eller ascensio Christi/Domini (Kristi/Herrens opfart). I almanakker, ældre kirkebøger og lignende kan dagen være angivet i ablativ, dvs. festo ascensionis eller ascensione Christi/Domini.

## Bibelsk baggrund
Grundlaget for markeringen af Kristi himmelfartsdag findes i Apostlenes Gerninger i det Nye Testamente. Teksten i ApG, kap. 1, vers 1-11 lyder:
Efter sin lidelse og død trådte Jesus frem for dem med mange beviser på, at han levede, idet han i fyrre dage viste sig for dem og talte om Guds rige. Og da han spiste sammen med dem, pålagde han dem, at de ikke måtte forlade Jerusalem, men skulle vente på det, som Faderen havde lovet – "om det har I hørt mig sige: Johannes døbte med vand, men i skal døbes med Helligånden om ikke mange dage." Mens de nu var sammen, spurgte de ham: "Herre, er det nu, du vil genoprette Riget for Israel?" Han svarede: "Det er ikke jeres sag at kende tider eller timer, som Faderen har fastsat af egen magt. Men I skal få kraft, når Helligånden kommer over jer, og I skal være mine vidner både i Jerusalem og i hele Judæa og Samaria og lige til jordens ende.
Da han havde sagt dette, blev han løftet op, mens de så på det, og en sky tog ham bort fra deres øjne. Som de nu stirrede mod himlen, mens han fór bort, se, da stod der to mænd i hvide klæder hos dem. De sagde: "Hvorfor står I og ser op mod himlen, galilæere? Den Jesus, som er blevet taget fra jer op i himlen, skal komme igen på samme måde, som I har set ham fare op i himlen."
Foruden Apostlenes Gerninger stammer den tekst, der anvendes ved markeringen af Kristi himmelfartsdag, fra Markusevangeliet:
Til sidst viste Jesus sig for de elleve selv, mens de sad til bords, og han bebrejdede dem deres vantro og hårdhjertethed, fordi de ikke havde troet dem, der havde set ham efter hans opstandelse. Så sagde han til dem: »Gå ud i alverden og prædik evangeliet for hele skabningen. Den, der tror og bliver døbt, skal frelses; men den, der ikke tror, skal dømmes. Og disse tegn skal følge dem, der tror: I mit navn skal de uddrive dæmoner, de skal tale med nye tunger, og de skal tage på slanger med deres hænder, og drikker de dødbringende gift, skal det ikke skade dem; de skal lægge hænderne på syge, så de bliver raske.« Da Herren Jesus havde talt til dem, blev han taget op til himlen, og han satte sig ved Guds højre hånd. Men de drog ud og prædikede alle vegne, og Herren virkede med og stadfæstede ordet ved de tegn, som fulgte med.

## Datoer
Kristi himmelfartsdag er i lighed med de fleste andre kirkelige helligdage variabel, idet den afhænger af påsken. I det 21. århundrede falder den på følgende datoer:
- 1. juni 2000
- 24. maj 2001
- 9. maj 2002
- 29. maj 2003
- 20. maj 2004
- 5. maj 2005
- 25. maj 2006
- 17. maj 2007
- 1. maj 2008
- 21. maj 2009
- 13. maj 2010
- 2. juni 2011
- 17. maj 2012
- 9. maj 2013
- 29. maj 2014
- 14. maj 2015
- 5. maj 2016
- 25. maj 2017
- 10. maj 2018
- 30. maj 2019
- 21. maj 2020
- 13. maj 2021
- 26. maj 2022
- 18. maj 2023
- 9. maj 2024
- 29. maj 2025
- 14. maj 2026
- 6. maj 2027
- 25. maj 2028
- 10 maj 2029
- 30 maj 2030
- 22. maj 2031
- 6. maj 2032
- 26. maj 2033
- 18. maj 2034
- 3. maj 2035
- 22. maj 2036
- 14. maj 2037
- 3. juni 2038
- 19. maj 2039
- 10. maj 2040
- 30. maj 2041
- 15. maj 2042
- 7. maj 2043
- 26. maj 2044
- 18. maj 2045
- 3. maj 2046
- 23. maj 2047
- 14. maj 2048
- 27. maj 2049
- 19. maj 2050
- 11. maj 2051
- 30 maj 2052
- 15. maj 2053
- 7. maj 2054
- 27. maj 2055
- 11. maj 2056
- 31. maj 2057
- 23. maj 2058
- 8. maj 2059
- 27. maj 2060
- 19. maj 2061
- 4. maj 2062
- 24. maj 2063
- 15. maj 2064
- 7. maj 2065
- 20 maj 2066
- 12. maj 2067
- 31. maj 2068
- 23. maj 2069
- 8. maj 2070
- 28. maj 2071
- 19. maj 2072
- 4. maj 2073
- 24. maj 2074
- 16. maj 2075
- 28. maj 2076
- 20 maj 2077
- 12. maj 2078
- 1. juni 2079
- 16. maj 2080
- 8. maj 2081
- 28. maj 2082
- 13. maj 2083
- 4. maj 2084
- 24. maj 2085
- 9. maj 2086
- 29. maj 2087
- 20 maj 2088
- 12. maj 2089
- 25. maj 2090
- 17. maj 2091
- 8. maj 2092
- 21. maj 2093
- 13. maj 2094
- 2. juni 2095
- 24. maj 2096
- 9. maj 2097
- 29. maj 2098
- 21. maj 2099
- 6. maj 2100